# Якуб Ян Риба
Якуб Сімон Ян Риба (Jakub Šimon Jan Ryba; 26 жовтня 1765 — 8 квітня 1815) — чеський учитель і композитор класичної музики. Найвідоміший його твір — чеська різдвяна меса «Гей, майстре!».

## Біографія
Народився в Прєштіце поблизу Пльзені, у родині шкільного учителя. 1780 року Риба поїхав до Праги, де навчався в гімназії «Піаріст». Його вчитель Касіян Ханель навчав його музиці. Риба був дуже хорошим студентом, і незабаром почав писати музику. Він мріяв бути відомим композитором. У 1784 році батько наказав йому працювати вчителем у Непомуку. Риба неохоче послухався, але незабаром його звільнили. Поблукавши кілька місяців, він отримав повідомлення, що його мати померла. Після тривалої хвороби переїхав до Мнішек-під-Брди. Будучи популярним серед місцевих жителів за музичним виконанням, був там дуже щасливий, але після певних вагань прийняв посаду вчителя в Рожміталі-під-Тремшинем.
Школа процвітала під його керівництвом, але він постійно конфліктував з місцевим пастором та радою. Його часті прохання про кошти на ремонт шкільного будинку зазвичай відхиляли. У 1796 р. він написав свій найвідоміший твір — чеську різдвяну месу «Гей, господарю!» як наслідок примирення з місцевим пастором. Ця робота продовжує часто виконуватися на Різдво у Богемії.
Нестерпна нестача грошей, ворожість начальства та повне виснаження призвели його до самогубства у Волтуші поблизу Рожмітала під Тремшинем . 8 квітня 1815 року Риба відвідав ранкову месу. Згодом його знайшли в густому лісі з перерізаним бритвою горлом. З ним був «Нарис душевного спокою» Сенеки Молодшого, його улюбленого автора. Його поховали на чумному кладовищі поблизу Рожміталя-під-Тремшінем.
Серед робіт митця багато пасторалей та меси, але сьогодні регулярно виконуються лише кілька композицій, що виходять до циклу чеської різдвяної меси.

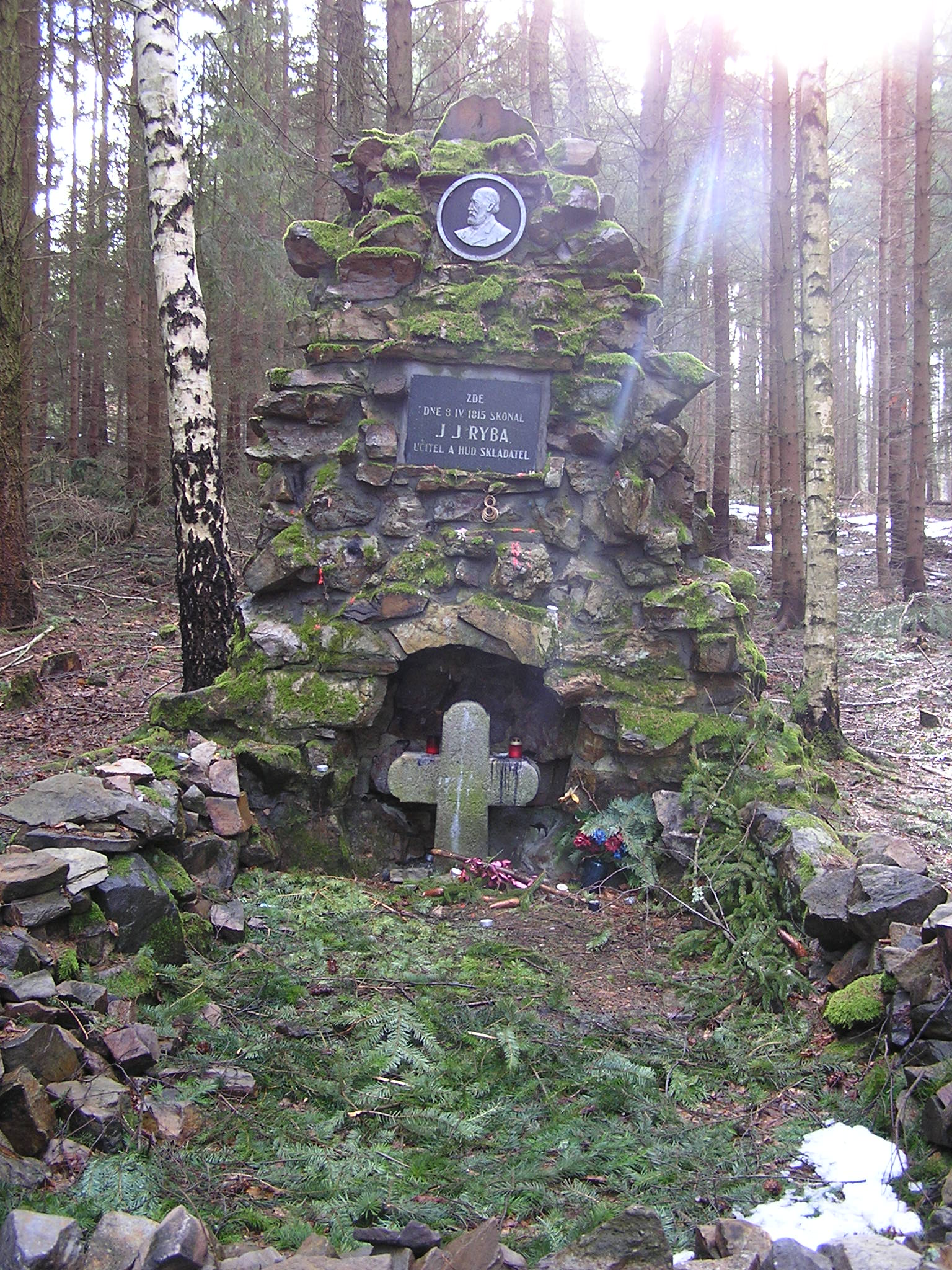
Пам'ятник Й. Й. Рибі біля Волтуша